# Campionato internazionale di scherma 1927
Il sesto campionato internazionale di scherma si è svolto nel 1927 a Vichy, in Francia.
Sono stati assegnati 3 titoli maschili:
- fioretto individuale
- sciabola individuale
- spada individuale

## Risultati

### Uomini
| Evento                          | Oro             | Argento                | Bronzo              |
| Spada                           |                 |                        |                     |
| Spada individuale (dettagli)    | Georges Buchard | Fernand Jourdant       | Xavier de Beukelaer |
| Fioretto                        |                 |                        |                     |
| Fioretto individuale (dettagli) | Oreste Puliti   | Philippe Cattiau       | Gioacchino Guaragna |
| Sciabola                        |                 |                        |                     |
| Sciabola individuale (dettagli) | Sándor Gombos   | Ödön von Tersztyánszky | Gyula Glykais       |

## Medagliere
| Posizione | Nazione  |   |   |   | Totale |
| --------- | -------- | - | - | - | ------ |
| 1         | Francia  | 1 | 2 | 0 | 3      |
| 2         | Ungheria | 1 | 1 | 1 | 3      |
| 3         | Italia   | 1 | 0 | 1 | 2      |
| 4         | Belgio   | 0 | 0 | 1 | 1      |
| Totale    | Totale   | 3 | 3 | 3 | 9      |